# Adrian Beck
Adrian Beck (* 9. června 1997) je německý profesionální fotbalista, který hraje na pozici ofenzivního záložníka za klub 1. FC Heidenheim.

## Kariéra
Beck se narodil v Crailsheimu, strávil čas v 1899 Hoffenheim, 1899 Hoffenheim II, SSV Ulm a Union Saint-Gilloise, než se v září 2019 přesunul na hostování do skotského klubu Hamilton Academical. Hostování skončilo 30. ledna 2020 a následující den se vrátil do SSV Ulm.
Dne 11. května 2022 podepsal Beck třiletou smlouvu s 1. FC Heidenheim, která začala platit 1. července 2022.